# Charles Kendall Adams
Pour les articles homonymes, voir Charles Adams (homonymie) et Adams.
Charles Kendall Adams, né le 24 janvier 1835 à Derby dans le Vermont et mort le 26 juillet 1902 à Redlands en Californie, est une historien américain.

## Biographie
Charles Kendall Adams naît le 24 janvier 1835 à Derby dans le Vermont, de Charles et Maria Adams (née Shadd).
Il étudie à l'université du Michigan.
Tout de suite après avoir reçu l'habilitation à l'enseignement, il y est nommé maître d'histoire est de latin, et, en 1863, aide-professeur d'histoire. Il entreprend plus tard un voyage d'études en Allemagne, en France et en Italie, lequel dure dix-huit mois.
En 1867, il est nommé professeur des sciences historiques.
En 1875 et en 1886 les universités de Chicago et de Harward lui décerne des titres d'honneur.
En 1881 il est nommé professeur non résident d'histoire à l'Université Cornell, dont il devient président, en juillet 1885, après la démission d'Andrew Dickson White. Il réorganise complètement l'enseignement de l'histoire dans l'université du Michigan, d'après les méthodes allemandes, et y institue un séminaire historique qui déjà donne d'excellents résultats au point de vue de la diffusion des études historiques et politiques. Dès l'institution d'une école de sciences politiques à l'université du Michigan, il en est nommé doyen.
Marié deux fois, il épouse Abigail Disbrow Midge le 13 août 1883, puis Mary Mathews Barnes. Il n'a pas d'enfants.
Il meurt le 26 juillet 1902 à Redlands en Californie.

## Publications
Indépendamment de nombreuses études publiées dans des recueils spéciaux, Adams fait paraître un grand ouvrage historique intitulé Democracy and Monarchy in France (la Démocratie et la Monarchie en France) [New-York, 1874]. Le style de cet ouvrage a de l'ampleur, et l'auteur y relate les faits historiques et administratifs avec une remarquable impartialité. Il conclut qu'en France l'avenir appartient à la démocratie mais que la démocratie, telle qu'elle y est établie à ce moment, n'est pas encore le vrai régime démocratique; parce que la vie municipale avec tous ses privilèges et avec toutes ses immunités n'y est pas encore assez développée. Toutefois, Adams est loin de se montrer partisan absolu du régime démocratique. Il y a des chapitres qui révèlent une vive sympathie pour les institutions politiques de l'Allemagne; et l'organisation militaire de cet empire lui inspire même un véritable enthousiasme. En 1882, Adams publie un résumé de littérature historique (Manual of historical Literature) qui se recommande par sa méthode concise et la précision des faits. Dans un autre ouvrage, Adams se révèle comme penseur et comme moraliste. Cet ouvrage, remarquable sous tous les rapports, est intitulé The relations of higher Education to national prosperity (Influence d'une éducation supérieure sur la prospérité nationale).